# 1700 Zvezdara
Zvezdara (asteróide 1700) é um asteróide da cintura principal com um diâmetro de 20,68 quilómetros, a 1,8286583 UA. Possui uma excentricidade de 0,225433 e um período orbital de 1 324,96 dias (3,63 anos).
Zvezdara tem uma velocidade orbital média de 19,38456089 km/s e uma inclinação de 4,51264º.
Esse asteróide foi descoberto em 27 de Agosto de 1940 por Petar Đurković.